# Jamie McGrath
Jamie McGrath (Athboy, 30 settembre 1996) è un calciatore irlandese, centrocampista dell'Hibernian.

## Caratteristiche tecniche
È un trequartista.

## Carriera

### Club
Ha giocato nella prima divisione irlandese ed in quella scozzese.

### Nazionale
Ha giocato nella nazionale irlandese Under-19.
L'11 settembre 2018 ha esordito con la nazionale Under-21 irlandese disputando il match di qualificazione per gli Europei del 2019 perso 6-0 contro la Germania.
Il 3 giugno 2021 debutta in nazionale maggiore nel successo per 1-4 contro Andorra in amichevole.

## Statistiche

### Presenze e reti nei club
Statistiche aggiornate al 17 maggio 2025.
| Stagione            | Squadra             | Campionato          | Campionato | Campionato | Coppe nazionali | Coppe nazionali | Coppe nazionali | Coppe continentali | Coppe continentali | Coppe continentali | Altre coppe | Altre coppe | Altre coppe | Totale | Totale | Totale |
| Stagione            | Squadra             | Comp                | Pres       | Reti       | Comp            | Pres            | Reti            | Comp               | Pres               | Reti               | Comp        | Pres        | Reti        | Pres   | Reti   |        |
| ------------------- | ------------------- | ------------------- | ---------- | ---------- | --------------- | --------------- | --------------- | ------------------ | ------------------ | ------------------ | ----------- | ----------- | ----------- | ------ | ------ | ------ |
| 2014                | St Patrick's        | PD                  | 1          | 0          | CI+CdL          | 0               | 0               | -                  | -                  | -                  | LSC         | 1           | 0           | 2      | 0      |        |
| 2015                | St Patrick's        | PD                  | 23         | 2          | CI+CdL          | 2+4             | 0               | UEL                | 2                  | 0                  | LSC         | 2           | 1           | 33     | 3      |        |
| 2016                | St Patrick's        | PD                  | 23         | 2          | CI+CdL          | 3+4             | 1+3             | UEL                | 1                  | 0                  | LSC         | 0           | 0           | 31     | 6      |        |
| Totale St Patrick's | Totale St Patrick's | Totale St Patrick's | 47         | 4          |                 | 13              | 4               |                    | 3                  | 0                  |             | 3           | 1           | 66     | 9      |        |
| 2017                | Dundalk             | PD                  | 28         | 6          | CI+CdL          | 4+4             | 0+1             | UCL                | 1                  | 0                  | SI+LSC      | 0+1         | 0           | 38     | 7      |        |
| 2018                | Dundalk             | PD                  | 30         | 2          | CI+CdL          | 3+3             | 1+1             | UEL                | 4                  | 0                  | SI+LSC      | 1+0         | 0           | 41     | 4      |        |
| 2019                | Dundalk             | PD                  | 26         | 2          | CI+CdL          | 4+2             | 0               | UCL+UEL            | 4+2                | 0                  | LSC         | 0           | 0           | 38     | 2      |        |
| Totale Dundalk      | Totale Dundalk      | Totale Dundalk      | 84         | 10         |                 | 20              | 3               |                    | 11                 | 0                  |             | 2           | 0           | 117    | 13     |        |
| gen.-dic. 2020      | St. Mirren          | SP                  | 7          | 0          | CS              | 4               | 0               | -                  | -                  | -                  | -           | -           | -           | 11     | 0      |        |
| 2020-2021           | St. Mirren          | SP                  | 35         | 10         | CS+CdL          | 4+7             | 3+4             | -                  | -                  | -                  | -           | -           | -           | 46     | 17     |        |
| 2021-gen. 2022      | St. Mirren          | SP                  | 18         | 2          | CS+CdL          | 0+4             | 0+1             | -                  | -                  | -                  | -           | -           | -           | 22     | 3      |        |
| Totale St. Mirren   | Totale St. Mirren   | Totale St. Mirren   | 60         | 12         |                 | 19              | 8               |                    | -                  | -                  |             | -           | -           | 79     | 20     |        |
| gen.-giu. 2022      | Wigan               | FL1                 | 2          | 0          | FACup           | 1               | 0               | -                  | -                  | -                  | FLT         | 1           | 0           | 4      | 0      |        |
| 2022-2023           | Dundee Utd          | SP                  | 32         | 8          | CS+CdL          | 1+2             | 1+0             | UECL               | 2                  | 0                  | -           | -           | -           | 37     | 9      |        |
| 2023-2024           | Aberdeen            | SP                  | 34         | 9          | CS+CdL          | 3+3             | 1+0             | UEL+UECL           | 2+6                | 0+1                |             | -           | -           | 48     | 11     |        |
| 2024-2025           | Aberdeen            | SP                  | 25         | 4          | CS+CdL          | 1+7             | 0+1             |                    | -                  | -                  |             | -           | -           | 33     | 5      |        |
| Totale Aberdeen     | Totale Aberdeen     | Totale Aberdeen     | 59         | 13         |                 | 14              | 2               |                    | 8                  | 1                  |             | -           | -           | 81     | 16     |        |
| Totale carriera     | Totale carriera     | Totale carriera     | 284        | 47         |                 | 70              | 18              |                    | 24                 | 1                  |             | 6           | 1           | 384    | 67     |        |

### Cronologia presenze e reti in nazionale
| Cronologia completa delle presenze e delle reti in nazionale ― Irlanda | Cronologia completa delle presenze e delle reti in nazionale ― Irlanda | Cronologia completa delle presenze e delle reti in nazionale ― Irlanda | Cronologia completa delle presenze e delle reti in nazionale ― Irlanda | Cronologia completa delle presenze e delle reti in nazionale ― Irlanda | Cronologia completa delle presenze e delle reti in nazionale ― Irlanda | Cronologia completa delle presenze e delle reti in nazionale ― Irlanda | Cronologia completa delle presenze e delle reti in nazionale ― Irlanda |
| Data                                                                   | Città                                                                  | In casa                                                                | Risultato                                                              | Ospiti                                                                 | Competizione                                                           | Reti                                                                   | Note                                                                   |
| ---------------------------------------------------------------------- | ---------------------------------------------------------------------- | ---------------------------------------------------------------------- | ---------------------------------------------------------------------- | ---------------------------------------------------------------------- | ---------------------------------------------------------------------- | ---------------------------------------------------------------------- | ---------------------------------------------------------------------- |
| 3-6-2021                                                               | Andorra la Vella                                                       | Andorra                                                                | 1 – 4                                                                  | Irlanda                                                                | Amichevole                                                             | -                                                                      | 82’                                                                    |
| 1-9-2021                                                               | Faro                                                                   | Portogallo                                                             | 2 – 1                                                                  | Irlanda                                                                | Qual. Mondiali 2022                                                    | -                                                                      |                                                                        |
| 7-9-2021                                                               | Dublino                                                                | Irlanda                                                                | 1 – 1                                                                  | Serbia                                                                 | Qual. Mondiali 2022                                                    | -                                                                      | 66’                                                                    |
| 9-10-2021                                                              | Baku                                                                   | Azerbaigian                                                            | 0 – 3                                                                  | Irlanda                                                                | Qual. Mondiali 2022                                                    | -                                                                      | 46’                                                                    |
| 12-10-2021                                                             | Dublino                                                                | Irlanda                                                                | 4 – 0                                                                  | Qatar                                                                  | Amichevole                                                             | -                                                                      | 88’                                                                    |
| 11-11-2021                                                             | Dublino                                                                | Irlanda                                                                | 0 – 0                                                                  | Portogallo                                                             | Qual. Mondiali 2022                                                    | -                                                                      | 61’                                                                    |
| 20-11-2022                                                             | Ta' Qali                                                               | Malta                                                                  | 0 – 1                                                                  | Irlanda                                                                | Amichevole                                                             | -                                                                      |                                                                        |
| 19-6-2023                                                              | Dublino                                                                | Irlanda                                                                | 3 – 0                                                                  | Gibilterra                                                             | Qual. Euro 2024                                                        | -                                                                      |                                                                        |
| 10-9-2023                                                              | Dublino                                                                | Irlanda                                                                | 1 – 2                                                                  | Paesi Bassi                                                            | Qual. Euro 2024                                                        | -                                                                      | 73’                                                                    |
| 16-10-2023                                                             | Faro                                                                   | Gibilterra                                                             | 0 – 4                                                                  | Irlanda                                                                | Qual. Euro 2024                                                        | -                                                                      | 88’                                                                    |
| 18-11-2023                                                             | Amsterdam                                                              | Paesi Bassi                                                            | 1 – 0                                                                  | Irlanda                                                                | Qual. Euro 2024                                                        | -                                                                      | 55’                                                                    |
| 21-11-2023                                                             | Dublino                                                                | Irlanda                                                                | 1 – 1                                                                  | Nuova Zelanda                                                          | Amichevole                                                             | -                                                                      |                                                                        |
| 10-10-2024                                                             | Helsinki                                                               | Finlandia                                                              | 1 – 2                                                                  | Irlanda                                                                | UEFA Nations League 2024-2025 - 1º turno                               | -                                                                      | 71’                                                                    |
| Totale                                                                 |                                                                        | Presenze                                                               | 13                                                                     |                                                                        | Reti                                                                   | 0                                                                      |                                                                        |

## Palmarès

### Club

#### Competizioni nazionali
- Football League One: 1

Wigan: 2021-2022
- Coppa di Scozia: 1

Aberdeen: 2024-2025